# سیمون ا. لوین
سیمون ا. لوین (انگلیسی: Simon A. Levin؛ زادهٔ ۲۲ آوریل ۱۹۴۱) دانشمند در زمینه بوم‌شناسی اهل ایالات متحده آمریکا است.
وی همچنین برندهٔ جوایزی همچون نشان ملی علوم، جایزه کیوتو، و کمک‌هزینه گوگنهایم شده‌است.